# Candida gorgasii
Candida gorgasii är en svampart som beskrevs av S.O. Suh, N.H. Nguyen & M. Blackw. 2005. Candida gorgasii ingår i släktet Candida, ordningen Saccharomycetales, klassen Saccharomycetes, divisionen sporsäcksvampar och riket svampar.   Inga underarter finns listade i Catalogue of Life.